# 奧罕·梅斯達菲
奧罕·梅斯達菲（Orhan Mustafi，1990年4月4日—），生於南斯拉夫庫馬諾沃，馬其頓及阿爾巴尼亞混血兒，瑞士足球運動員，司職前鋒，現時效力瑞士挑戰聯賽球會拉珀斯維爾。

## 球員生涯
梅斯達菲生於南斯拉夫庫馬諾沃，由於家人都在馬其頓長大，所以他們跟梅斯達菲都是穆斯林，在他兩歲時隨家人從馬其頓移居到瑞士，為瑞超球會草蜢的青訓產品。
直至2008年獲得瑞士護照，同年於瑞士超級聯賽勁旅巴素利開展其職業生涯，雖出場機會不算多，但在2008/09年球季，曾於四場歐聯分組賽上陣，更為球隊於歐霸盃賽事中取得入球。
2008至2010年兩年間，梅斯達菲為瑞士青年國家隊，取得14個國際賽入球，又曾出戰過歐洲國家盃U21外圍賽，其間外借到德國球會比勒費爾德及英格蘭球會羅斯郡。
2012至2015年間，梅斯達菲曾效力瑞超球會草蜢以及瑞甲球會勒蒙特。
2016年11月29日，梅斯達菲來港加盟港超聯球會傑志，惟上陣三場後，在2017年1月11日因傑志有匈牙利國腳華杜斯，上陣導致外援名額爆滿，令傑志暫時取消梅斯達菲的註冊，留下隨球會操練。
完季後，梅斯達菲重返家鄉加盟瑞士挑戰聯賽球會拉珀斯維爾。

## 榮譽
草蜢
- 瑞士挑戰聯賽亞軍（2013–14季度）

傑志
- 香港高級組銀牌冠軍（2016–17季度）
- 香港超級聯賽冠軍（2016–17季度）
- 香港足總盃冠軍（2016–17季度）

## 外部連結
- 香港足球總會球員註冊資料 （页面存档备份，存于）